# ワシントン郡 (ニューヨーク州)
ワシントン郡（英: Washington County）は、アメリカ合衆国ニューヨーク州の東部に位置する郡である。2010年国勢調査での人口は63,216人であり、2000年の61,042 人から3.6%増加した。郡庁所在地はフォートエドワード町（人口6,371人）であり、同郡で人口最大の自治体はハドソンフォールズ村（人口7,281人）である。郡名はアメリカ独立戦争時の司令官であり後に初代アメリカ合衆国大統領になったジョージ・ワシントンを称えるものだった。
ワシントン郡はグレンズフォールズ大都市圏に属している。

## 歴史
1683年にニューヨーク植民地で郡が作られたとき、現在のワシントン郡地域はオールバニ郡に属していた。これは巨大な郡であり、ニューヨーク州北部とバーモント州の全てを含んでおり、さらに理論的には西の太平洋岸まで広がっていた。1766年7月3日に、カンバーランド郡を分離し、1770年3月16日にグロスター郡を分離したが、どちらも現在はバーモント州に含まれている。
1772年3月12日、オールバニ郡が3分割され、オールバニ郡、トライアン郡（現在のモンゴメリー郡）、シャーロット郡の3郡になった。
1784年、シャーロット郡がワシントン郡に改名された。アメリカ独立戦争時の司令官であり後に初代アメリカ合衆国大統領になったジョージ・ワシントンに因む命名だった。

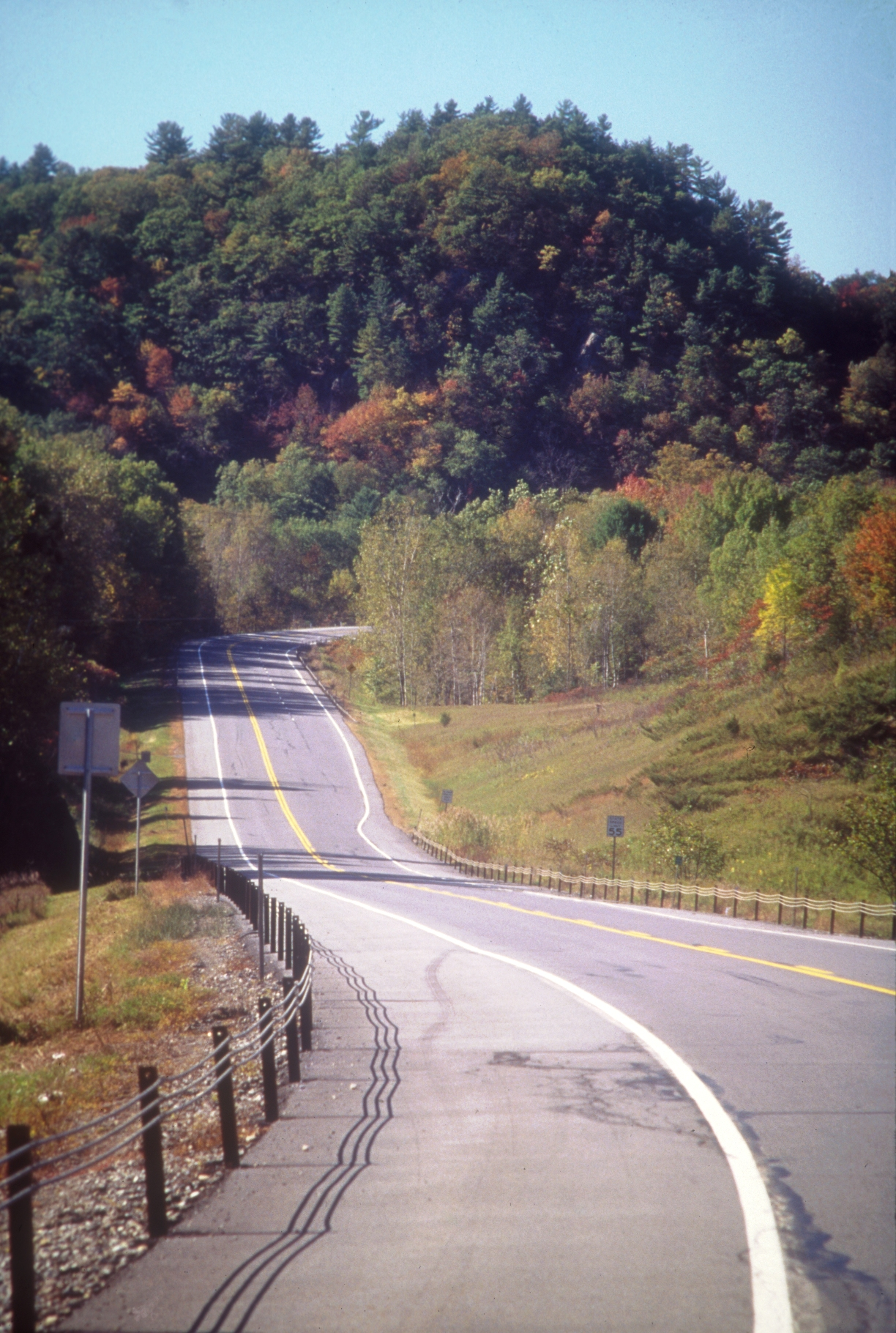
ワシントン郡を通るニューヨーク州道22号線

1788年、ワシントン郡からクリントン郡が分離した。当時のクリントン郡は現在よりもかなり大きかった。
1791年、オールバニ郡からケンブリッジの町が移管された。
1813年、ワシントン郡からウォーレン郡が分離設立された。
1994年、新しい市民センターが完工したことに伴い、郡庁所在地がハドソンフォールズからフォートエドワードに移された。
2006年、ケンブリッジ町の監督官ジョー・アン・トリンクルがワシントン郡初の監督官理事会女性議長になった。

### 歴史史跡
郡内には屋根付橋が4か所あり、全てアメリカ合衆国国家歴史登録財に指定されている。
- バスカーク橋
- イーグルビル橋
- レクスリー橋
- シューシャン橋

これらの橋を含め、郡内の35か所がアメリカ合衆国国家歴史登録財に指定されている。レミュエル・ヘインズ邸は更にアメリカ合衆国国定歴史建造物にも指定された。

## 地理

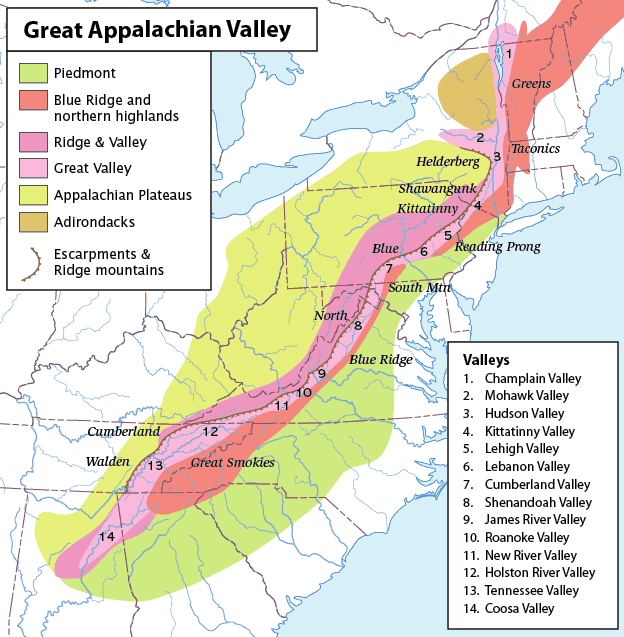
アパラチア山脈の地図、グレート・アパラチアン・バレーをハイライト表示

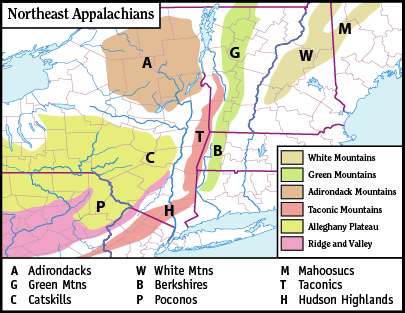
アメリカ合衆国北東部の造山運動

ワシントン郡はニューヨーク州北東部に位置する細長い郡である。豊かなバレーの農地で知られ、グレート・アパラチアン・バレーの中にある。これは標高の高い山地の間にある細長いバレーである。タコニック山地からアディロンダック山地への移行部にあり、シャンプレーン湖からハドソン川バレーへの移行部を形成している。
郡の大半はアッパー・タコニック山地のバレーにある。東部境界はニューヨーク州とバーモント州の州境であり、その一部がシャンプレーン湖になっている。これはニューイングランドとの境界でもある。北端はアディロンダック山地に入っている。西側郡境は主にハドソン川とジョージ湖である。
ワシントン郡は次のバレーと流域に属している。シャンプレーン・バレー/ジョージ湖流域、ハドソン川バレー/ハドソン・フーシック流域。郡北部の水はジョージ湖あるいはメッタウィ川を介してシャンプレーン湖に注ぎ、セントローレンス川に流れている。セントローレンス川では五大湖全てからの水と混ざり、北東のセントローレンス湾に流れ、最後は大西洋に注いでいる。一方郡の残り部分の水はハドソン川を南流し、ニューヨーク市から大西洋に注いでいる。
アメリカ合衆国国勢調査局に拠れば、郡域全面積は846平方マイル (2,191 km2)であり、このうち陸地835平方マイル (2,164 km2)、水域は10平方マイル (27 km2)で水域率は1.23%である。しかし、境界の半分近くが長い水域である。低地を蛇行するのが伝説的なバッテン・キルであり、世界クラスの毛針釣りと滝で有名である。
グランビルは世界の彩色スレートの首都と知られる。地理的には地下鉄道 (秘密結社)で著名であり、多くの重要な停車駅があった。
アディロンダック山地の一部であるブラック山が郡内最高峰であり、ジョージ湖、シャンプレーン湖とそれを取り巻く田園地帯、さらにアディロンダック山地、タコニック山地、グリーン山地を一望できる。南部のウィラード山にはスキー場がある。

### 隣接する郡
- エセックス郡 - 北
- アディソン郡 (バーモント州) - 北東
- ラトランド郡 (バーモント州) - 東
- ベニントン郡 (バーモント州) - 南東
- レンセリア郡 - 南
- サラトガ郡 - 南西
- ウォーレン郡 - 西

## 交通
郡内には次の公共用途空港がある
- アーガイル空港 (1C3) – アーガイル
- チェイピン飛行場 (1B8) – ケンブリッジ
- グランビル空港 (B01) – グランビル

## 人口動態

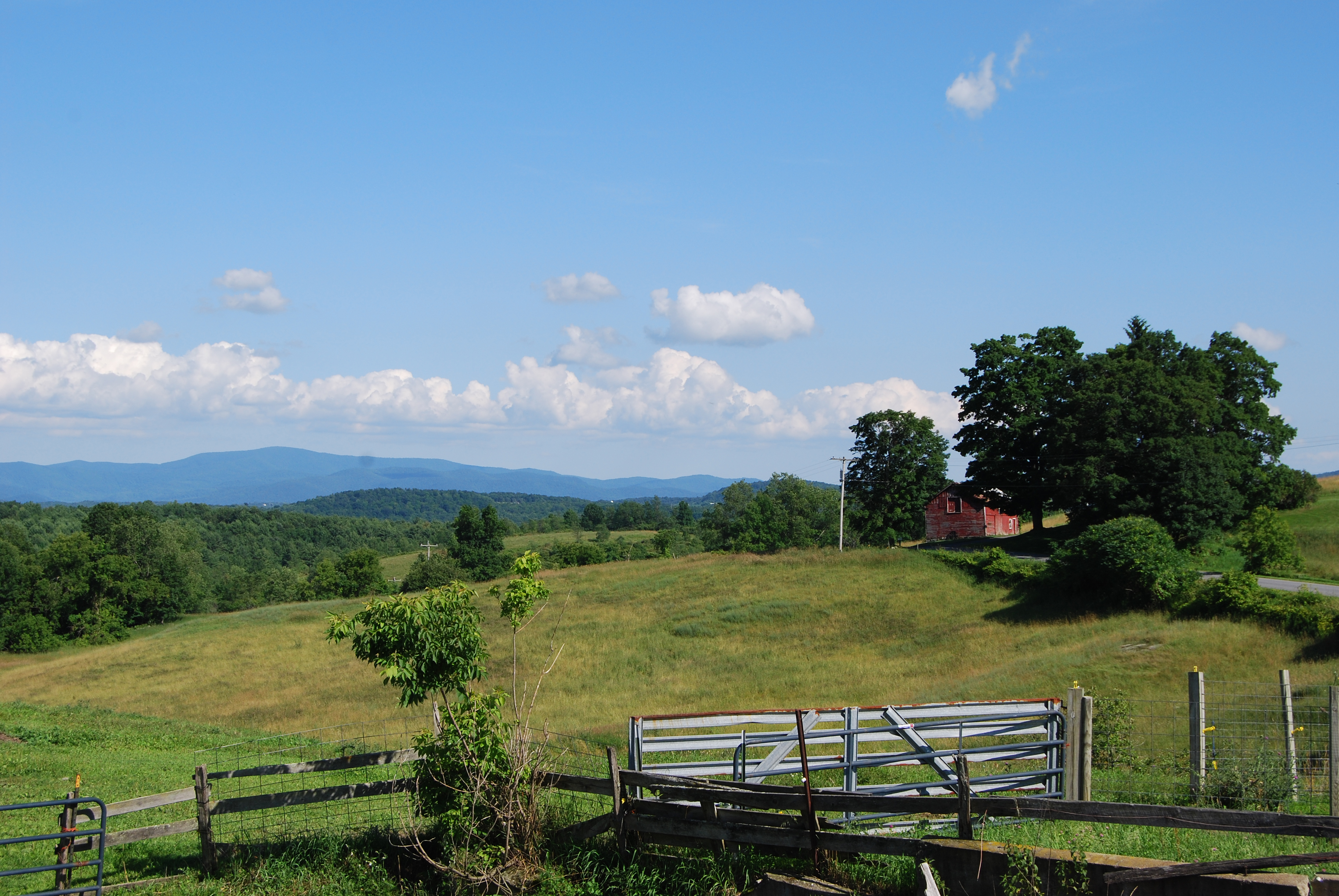
グリニッジの農園

以下は2000年国勢調査による人口統計データである。
| 基礎データ - 人口: 61,042 人 - 世帯数: 22,458 世帯 - 家族数: 15,787 家族 - 人口密度: 28人/km2（73人/mi2） - 住居数: 26,794 軒 - 住居密度: 12軒/km2（32軒/mi2） 人種別人口構成（2008年時点） - 白人: 94.97% - アフリカン・アメリカン: 2.92% - ネイティブ・アメリカン: 0.20% - アジア人: 0.28% - 太平洋諸島系: 0.01% - その他の人種: 0.84% - 混血: 0.77% - ヒスパニック・ラテン系: 2.02% 先祖による構成 - アイルランド系：17.5% - フランス系：14.1% - イギリス系：12.1% - アメリカ人：11.1% - イタリア系：9.0% - ドイツ系：7.7% 言語による構成 - 英語：96.9% - スペイン語：1.4% | 年齢別人口構成 - 18歳未満: 24.6% - 18-24歳: 8.3% - 25-44歳: 29.4% - 45-64歳: 23.7% - 65歳以上: 14.0% - 年齢の中央値: 38歳 - 性比（女性100人あたり男性の人口） - 総人口: 105.2 - 18歳以上: 104.5 世帯と家族（対世帯数） - 18歳未満の子供がいる: 33.2% - 結婚・同居している夫婦: 55.2% - 未婚・離婚・死別女性が世帯主: 10.4% - 非家族世帯: 29.7% - 単身世帯: 24.0% - 65歳以上の老人1人暮らし: 10.8% - 平均構成人数 - 世帯: 2.55人 - 家族: 3.01人 収入と家計 - 収入の中央値 - 世帯: 37,668米ドル - 家族: 43,500米ドル - 性別 - 男性: 31,537米ドル - 女性: 22,160米ドル - 人口1人あたり収入: 17,958米ドル - 貧困線以下 - 対人口: 9.4% - 対家族数: 6.8% - 18歳未満: 12.3% - 65歳以上: 7.3% |

## 都市と町
| - フォートエドワード町 - 郡庁所在地 - アーガイル村 - アーガイル町 - ケンブリッジ村 - ケンブリッジ町 - ドレスデン町 - イーストン町 - フォートアン村 - フォートアン町 - フォートエドワード村 |  | - グランビル町 - グランビル村 - グリニッジ村 - グリニッジ町 - イーストグリニッジ（ハムレット） - ハンプトン町 - ハートフォード町 - ヘブロン町 - ハドソンフォールズ村 |  | - ジャクソン町 - キングスベリー町 - パットナム町 - セイラム村 - セイラム町 - シュシャン（ハムレット） - ホワイトクリーク町 - ホワイトホール村 - ホワイトホール町 |

## 著名な出身者
- タウンゼント・ハリス、初代駐日本アメリカ合衆国弁理公使
- グランマ・モーゼス、画家
- スーザン・B・アンソニー（1820年2月15日-1906年3月13日）、公民権運動指導者、19世紀の女性の権利運動により女性の参政権獲得に繋がった。6歳の時に家族と共にバッテンビル（グリニッジ村）に移転した

### 歴史
- Political history/notable people of Washington County
- Richard Clayton Photography Vintage Washington County, New York and area photos
- Old Landowners Map of Washington County
- Twelve Years a Slave at Internet Archive (scanned books original editions color illustrated)

### 水域と保護
- Lake George Watershed -- 02010001 Northern Hebron's north-draining waters
- Hudson-Hoosic Watershed -- 02020003 Hebron's south-draining waters
- Mountains of Northern Appalachians Thick red line shows approx watershed divide
- Watershed divide Map of Champlain/Hudson valley divide w/Taconics
- Association for the Protection of the Adirondacks
- Adirondack Council
- Residents' Committee to Protect the Adirondacks
- Adirondack Mountain Club (ADK)
- Poultney Mettowee Watershed Partnership
- Lake George Land Conservancy
- Hudson River Watershed Alliance
- Battenkill Conservancy
- Battenkill Watershed Council

### 州の機関
- NYS Adirondack Park Agency - Extensive park information
- Adirondack Park Visitor Interpretive Centers

### 博物館
- Hyde Collection Art Museum, Historic House & Gardens
- Rexleigh Covered Bridge Museum
- Georgi Museum  European Art
- Slate Valley Museum
- Rathbuns Maple Sugar House Museum and Restaurant
- Hicks Orchard
- Pember Library and Museum

### 観光
- Covered Bridge Tour
- Shushan Covered Bridge (official site?)
- Shushan Bridge, at New York State Covered Bridge Society
- Shushan Bridge, at Covered Bridges of the Northeast USA, a website developed by Hank Brickel

座標: 北緯43度19分 西経73度26分 / 北緯43.32度 西経73.43度